# 弘形村
弘形村（ひろかたむら）は、1955年（昭和30年）まで愛媛県の上浮穴郡にあった村であり、現在の上浮穴郡久万高原町の中部南寄り一帯の地域である。

## 地理

### 位置・地形
現在の久万高原町の中部南寄り一帯。四国山地の中、面河川上流右岸及び御三戸で分岐し面河川の支流である久万川の流域にわたる。1887年（明治20年）開通の予土横断道路（現在の国道33号）が久万川に沿って村内を貫通している。

### 村名の由来
弘形村という地名は、明治の町村制実施時に、旧村の日野浦、上黒岩、中黒岩・大川・有枝から各一文字ずつ取って「ひろかた」としたものとされる。

### 地域・集落
日野浦（ひのうら）、上黒岩（かみくろいわ）、中黒岩（なかくろいわ）、大川（おおがわ）、有枝（ありえだ）の5つの大字があった。
これら大字は昭和の合併により「美川村」となっても存続した。さらに平成の合併により「久万高原町」となってからは町内全域について地名表記に「大字」は付けなくなった。
渓谷型の地形をしており、河川に沿って小規模集落が散在していた。
役場は大字上黒岩においた。美川村になってからも同様で、地形から平地に乏しいこともあり、村の施設の多くはこの地域に集中している。

## 歴史
明治以降
- 1889年（明治22年）　成立。
- 1935年（昭和10年） - 現国道33号線の改修工事が終了。大型自動車の通行が可能となり、隣県の土讃本線（現・土讃線）佐川駅 - 久万町を結ぶ省営バスが村内で営業開始[1]。
- 1955年（昭和30年）　合併により美川村となる。

```
弘形村の系譜
（町村制実施以前の村）
日野浦　━━┓
中黒岩　━━┃
上黒岩　━━╋━ 　　　　弘形村　 　━━━┓ （昭和30年3月31日合併）
大川　　━━┃　　　　　　　　　　　　　　┃
有枝　　━━┛　　　　　　　　　　　　　　┃━━　美川村
　　　　　　　  　　　　　　　　　　　　　┃
　　　　　　　　　　　　 仕七川村 ━━━━┛
                                          ┃
　　　　　　　　　　　　 中津村 ━━━━━┛
　　　　　　　　　　　　 の一部（大字中津を除く）

```

## 行政
役場
大字上黒岩においた。

## 産業
米麦、とうもろこし、三椏、茶などを産し、養蚕も営まれた。

## 交通
鉄道等はない。